# 706

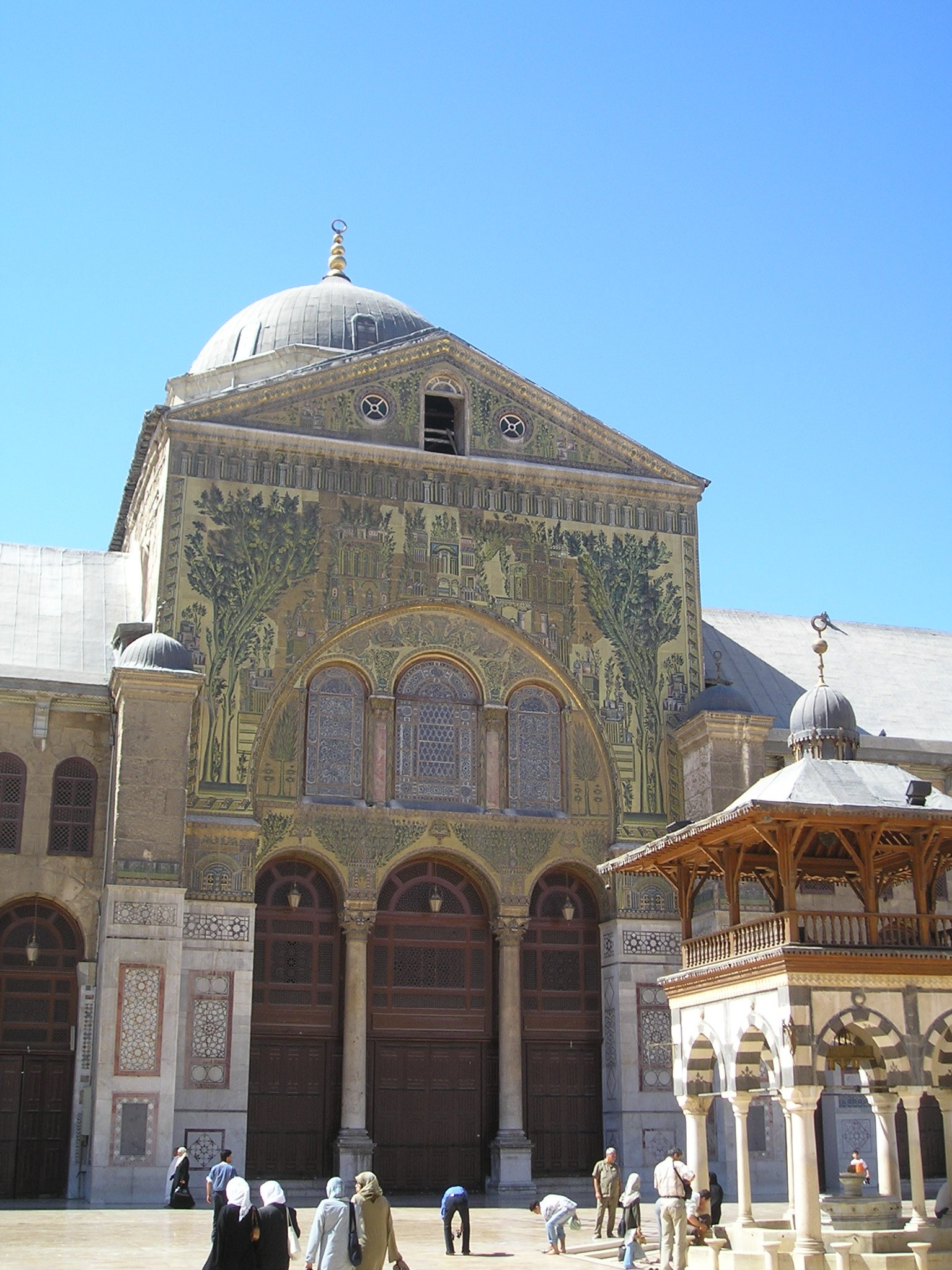
De Grote moskee van Damascus (Syrië)

Het jaar 706 is het 6e jaar in de 8e eeuw volgens de christelijke jaartelling.

## Gebeurtenissen

### Byzantijnse Rijk
- 15 februari - Keizer Justinianus II laat in Constantinopel zijn voorgangers Leontios II en Tiberios II in het Hippodroom in het openbaar executeren. Hiermee herstelt hij zijn gezag in het Byzantijnse Rijk.

### Arabische Rijk
- Kalief Al-Walid I begint met de bouw van de Grote moskee van Damascus. De moskee komt in plaats van een bestaande christelijke basiliek toegewijd aan Johannes de Doper. (waarschijnlijke datum)
- Het eerste bekende islamitische hospitaal (bimaristan) wordt gevestigd in Damascus. (waarschijnlijke datum)

## Geboren
- Al-Walid II, Arabisch kalief (waarschijnlijke datum)

## Overleden
- Lambertus (68), bisschop van Maastricht (of 705)
- 15 februari - Leontios II, keizer van het Byzantijnse Rijk
- 15 februari - Tiberios II, keizer van Byzantijnse Rijk